# Saint-Fuscien
Saint-Fuscien település Franciaországban, Somme megyében. Lakosainak száma 1418 fő (2022. január 1.). Saint-Fuscien Amiens, Boves, Cagny, Dury, Hébécourt, Rumigny és Sains-en-Amiénois községekkel határos.

## Népesség
A település népessége az elmúlt években az alábbi módon változott:
| Lakosok száma | 992  | 1070 | 1134 | 1170 | 1240 | 1309 | 1355 | 1386 | 1418 |
|               | 2013 | 2015 | 2016 | 2017 | 2018 | 2019 | 2020 | 2021 | 2022 |